# Lila Ratsifandrihamanana
Lila Hanitra Ratsifandrihamanana, född 19 november 1959 i Antananarivo, Madagaskar, var forskningsminister i Madagaskar 1997–1998. Den 31 juli 1998 tillträdde hon som utrikesminister, en tjänst hon hade till den 28 februari 2002. Hon blev därefter sitt lands ambassadör i Senegal. År 2006 blev hon utsedd till permanent observatör av Afrikanska unionen (AU) vid FN.